# Občanská beseda (Olomouc)

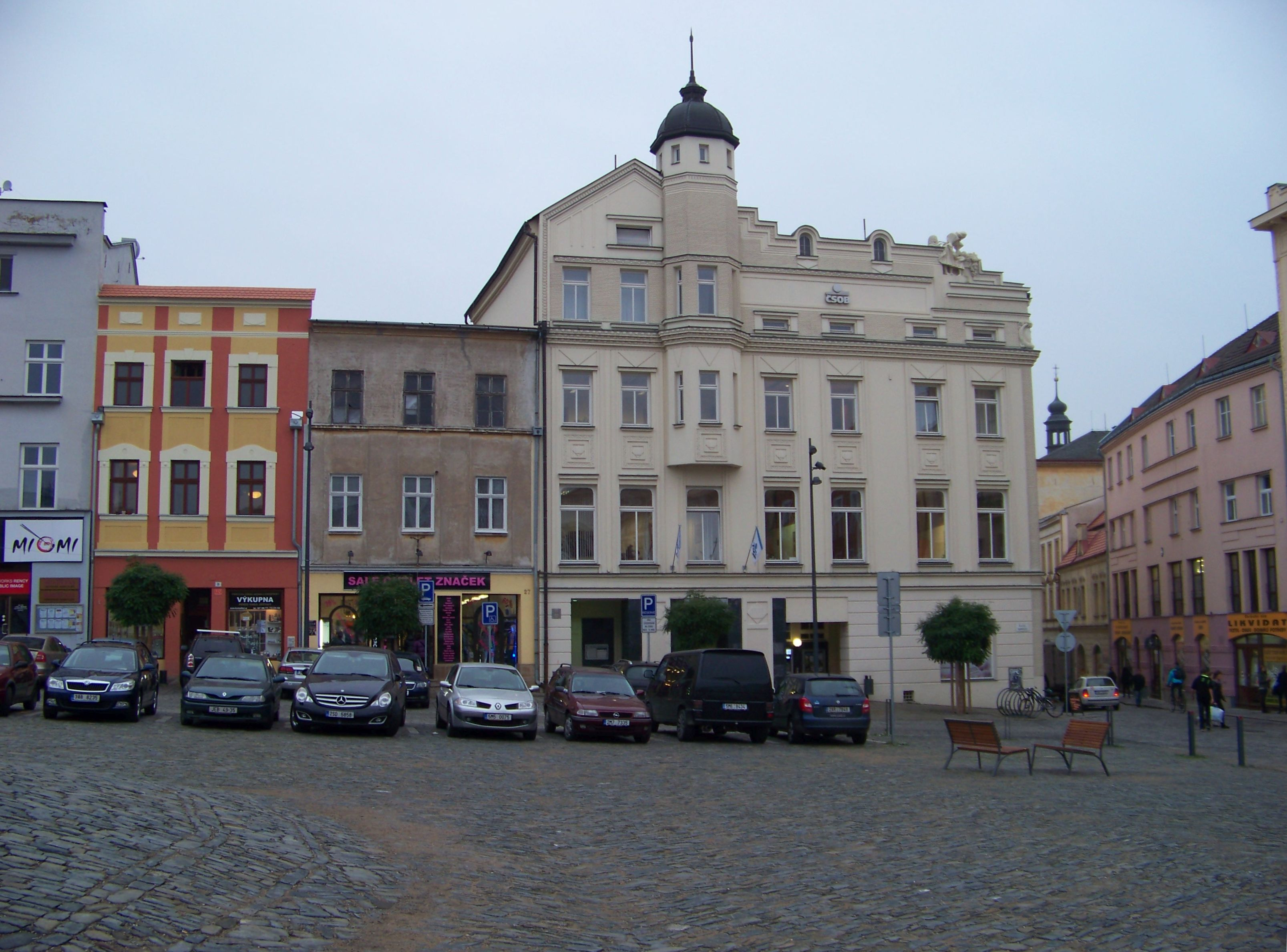
Občanská beseda sídlila od roku 1871 v Besedním domě, budově na nároží Dolního náměstí a Kateřinské ulice; dům byl v roce 1881 a v roce 1913 přestavěn

Olomoucká Občanská beseda byla kulturní a vlastenecká organizace, založená v Olomouci v roce 1861 jako Slovanský čtenářský spolek. Ke změně názvu na Občanskou besedu došlo v roce 1871. Byla jednou z mnoha organizací tohoto jména v Česku. Setkat se lze rovněž s označením Olomoucká beseda nebo Katolická beseda. Prvním předsedou spolku byl lékař a badatel František Jan Mošner. Významnou úlohu hrál také gymnaziální profesor Josef Sytko a další. Jednalo se o jeden z prvních českých vlasteneckých spolků v Olomouci a kromě pořádání přednášek, koncertů a dalších kulturních akcí organizoval také české emancipační snahy – manifestace za češtinu jako úřední jazyk či práci k založení Slovanského gymnázia.

## Historie
Spolek byl založen v Olomouci v roce 1861 jako Slovanský čtenářský spolek a prvním předsedou se stal ředitel nemocnice a profesor chirurgie František Mošner. Svou prací zajistil české společnosti ve městě „první slušný útulek“, když od dědiců tiskařské rodiny Skarnitzlů odkoupil dům na Dolním náměstí.  Prodej proběhl 30. dubna 1871. Dům jménem dědiců jej za 50 000 zlatých prodal advokát a politik Alois Pražák, manžel jedné ze Skarnitzlových dcer. V tomto domě se usídlila také nově založená Občanská záložna, nejstarší český finanční ústav v Olomouci. Budova č. p. 109 stála na nároží Dolního náměstí a Kateřinské ulice, na místě, kde ve středověku stával dům U Bílého jednorožce; v roce 1881 byl starší dům z roku 1674 stržen a nahrazen novostavbou z dílny architekta Karla Starého staršího.
Již 11. února 1871 se spolek na valné hromadě dohodl, v souvislosti se sjednávaným nákupem, o změně názvu a proměnil se v Občanskou besedu. Část jádra původního spolku se nedokázala smířit s přejmenováním a jako volné sdružení se začala scházet v hostinci U Černého orla, později dokonce vystupovala pod původním názvem. Od března roku 1873 fungoval Slovanský čtenářský spolek jako oddělená organizace v domě U Zlatého Hanáka.
Občanská beseda pořádala ve svých spolkových místnostech v Besedním domě společenské zábavy, koncerty a divadelní představení. Opakovaným kusem byl například komický výjev Koncert bengalského impresaria Vaška Kaňhala od Josefa Illnera, s hudbou od Antonína Javůrka. Ve školním roce 1871–1872 hrozilo, že Slovanské gymnázium nebude mít pro výuku dostatek prostor, Občanská beseda proto vypomohla zapůjčením pěti místnosti v Besedním domě.
Po zbudování Národního domu v roce 1888 ustoupila Občanská beseda z centra vlasteneckého dění a zastínily ji jiné spolky. Besední dům i nadále nabízel kulturní vyžití, postupně ale převládly jiné instituce – záložna, pojišťovna, hostinec, pivnice. V roce 1913 byl stržen sousední dům, U Lva, a budova Občanské záložny byla rozšířena a přestavěna v secesním stylu synem původního architekta, Karlem Starým mladším.